# Дирак (коммуна)
Дира́к (фр. Dirac) — коммуна во Франции, находится в регионе Пуату — Шаранта. Департамент — Шаранта. Входит в состав кантона Суайо. Округ коммуны — Ангулем.
Код INSEE коммуны — 16120.
Коммуна расположена приблизительно в 400 км к юго-западу от Парижа, в 110 км южнее Пуатье, в 9 км к юго-востоку от Ангулема.

## Население
Население коммуны на 2008 год составляло 1473 человека.
| 1962 | 1968 | 1975 | 1982 | 1990 | 1999 | 2008 |
| ---- | ---- | ---- | ---- | ---- | ---- | ---- |
| 538  | 579  | 807  | 1037 | 1260 | 1328 | 1473 |

## Климат
Климат океанический. Ближайшая метеостанция находится в городе Коньяк.
| Показатель                        | Янв. | Фев. | Март | Апр. | Май  | Июнь | Июль | Авг. | Сен. | Окт. | Нояб. | Дек. | Год   |
| --------------------------------- | ---- | ---- | ---- | ---- | ---- | ---- | ---- | ---- | ---- | ---- | ----- | ---- | ----- |
| Средний суточный максимум, °C     | 8,7  | 10,5 | 13,1 | 15,9 | 19,5 | 23,1 | 26,1 | 25,4 | 23,1 | 18,5 | 12,4  | 9,2  | 17,7  |
| Средняя температура, °C           | 5,4  | 6,7  | 8,5  | 11,1 | 14,4 | 17,8 | 20,2 | 19,7 | 17,6 | 13,7 | 8,6   | 5,9  | 12,5  |
| Средний суточный минимум, °C      | 2,0  | 2,8  | 3,8  | 6,2  | 9,4  | 12,4 | 14,4 | 14,0 | 12,1 | 8,9  | 4,7   | 2,6  | 7,8   |
| Норма осадков, мм                 | 80,4 | 67,3 | 65,9 | 68,3 | 71,6 | 46,6 | 45,1 | 50,2 | 59,2 | 68,6 | 79,8  | 80,0 | 783,6 |
| Источник: Relevé météo des Cognac |      |      |      |      |      |      |      |      |      |      |       |      |       |

## Администрация
| Период | Период | Фамилия      | Партия | Примечания |
| ------ | ------ | ------------ | ------ | ---------- |
| 1995   | 2008   | Ролан Транше |        |            |
| 2008   | 2014   | Ален Тома    |        | инженер    |

## Экономика
В 2007 году среди 918 человек в трудоспособном возрасте (15—64 лет) 698 были экономически активными, 220 — неактивными (показатель активности — 76,0 %, в 1999 году было 77,8 %). Из 698 активных работали 647 человек (347 мужчин и 300 женщин), безработных было 51 (22 мужчины и 29 женщин). Среди 220 неактивных 63 человека были учениками или студентами, 102 — пенсионерами, 55 были неактивными по другим причинам.

## Достопримечательности
- Церковь Сен-Марсьяль (XII век). Исторический памятник с 1913 года[3]
  - Бронзовый колокол (1591 год). На колоколе выгравирована надпись: +STE MARTIALI ORA PRO NOBIS MTRE CHARLEES NADAULT PAYRIN FRANCOUEZE TIZON MERRINE. L. DEVOION SANIDIC. L.MVIIIIXXXI. H.P. Исторический памятник с 1943 года[4]
  - Бронзовый колокол (1591 год). На колоколе выгравирована надпись: +STA MARIA ORA PRO NOBIS ANTHOYNE PATRAS PAYRIN. GLEMINE THUET MERRINE. M.DUVIGNOT SANIDIC. L.MC IIIIXXXI. H.P. Исторический памятник с 1943 года[5]
  - Формы для просфор (XVII век). Исторический памятник с 1911 года[6]
  - Статуя «Мадонна с младенцем» (XIV век). Высота скульптуры — 145 см. Исторический памятник с 1998 года[7]
  - Дарохранительница (1712 год). Размеры — 70×75×42 см. Исторический памятник с 1976 года[8]
- Средневековый замок Дирак

## Фотогалерея

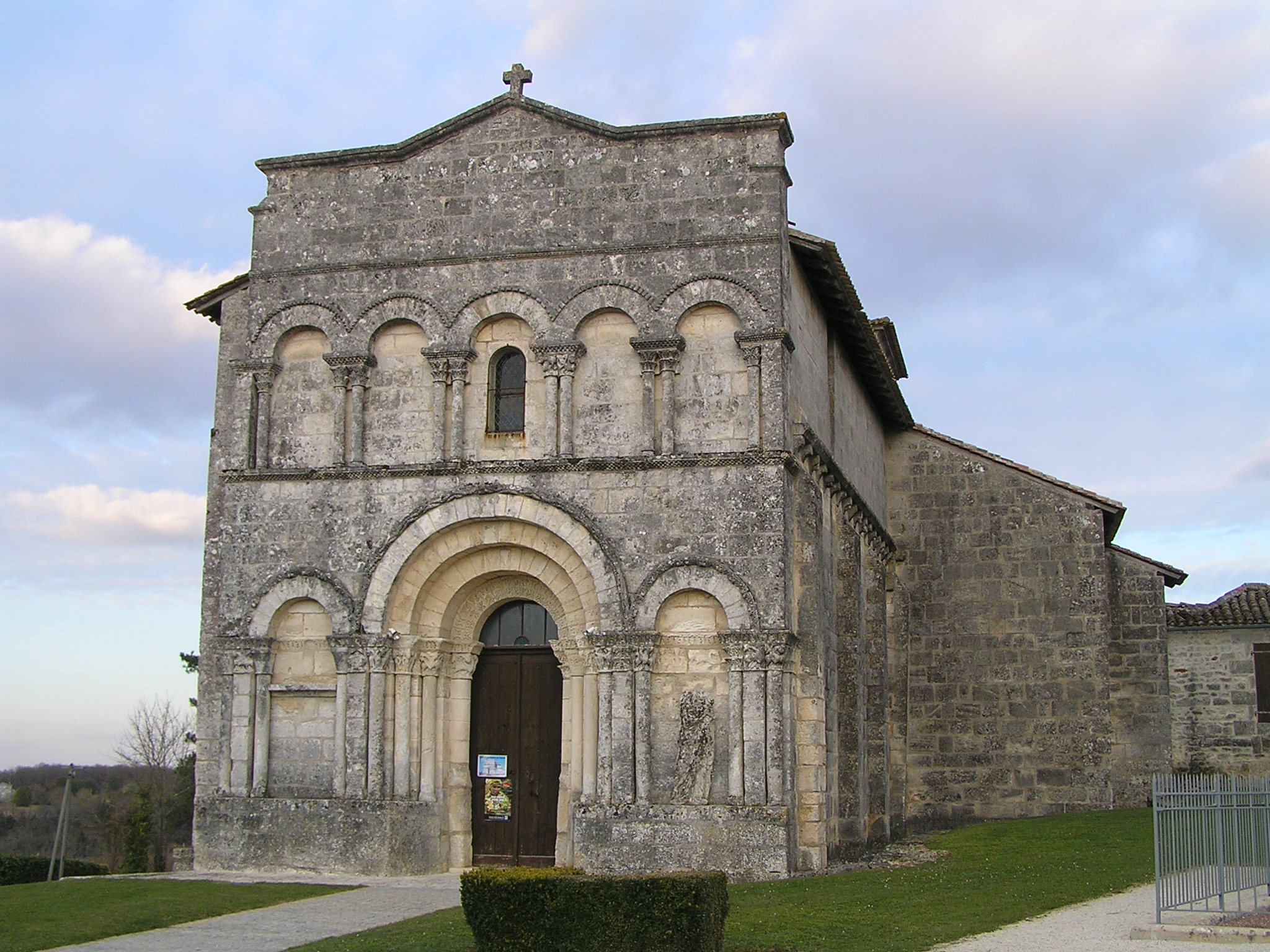
Церковь Сен-Марсьяль
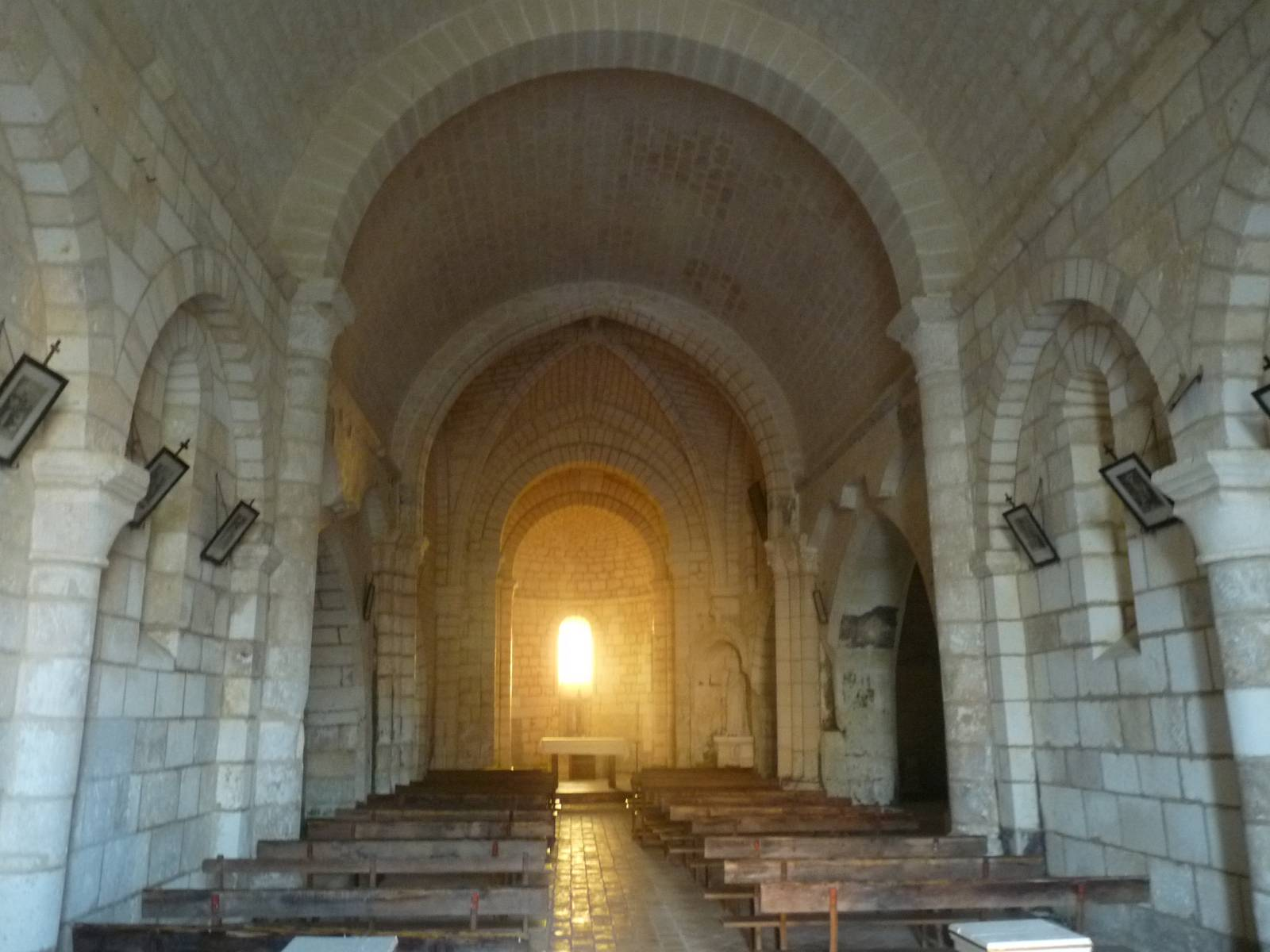
Интерьер церкви Сен-Марсьяль
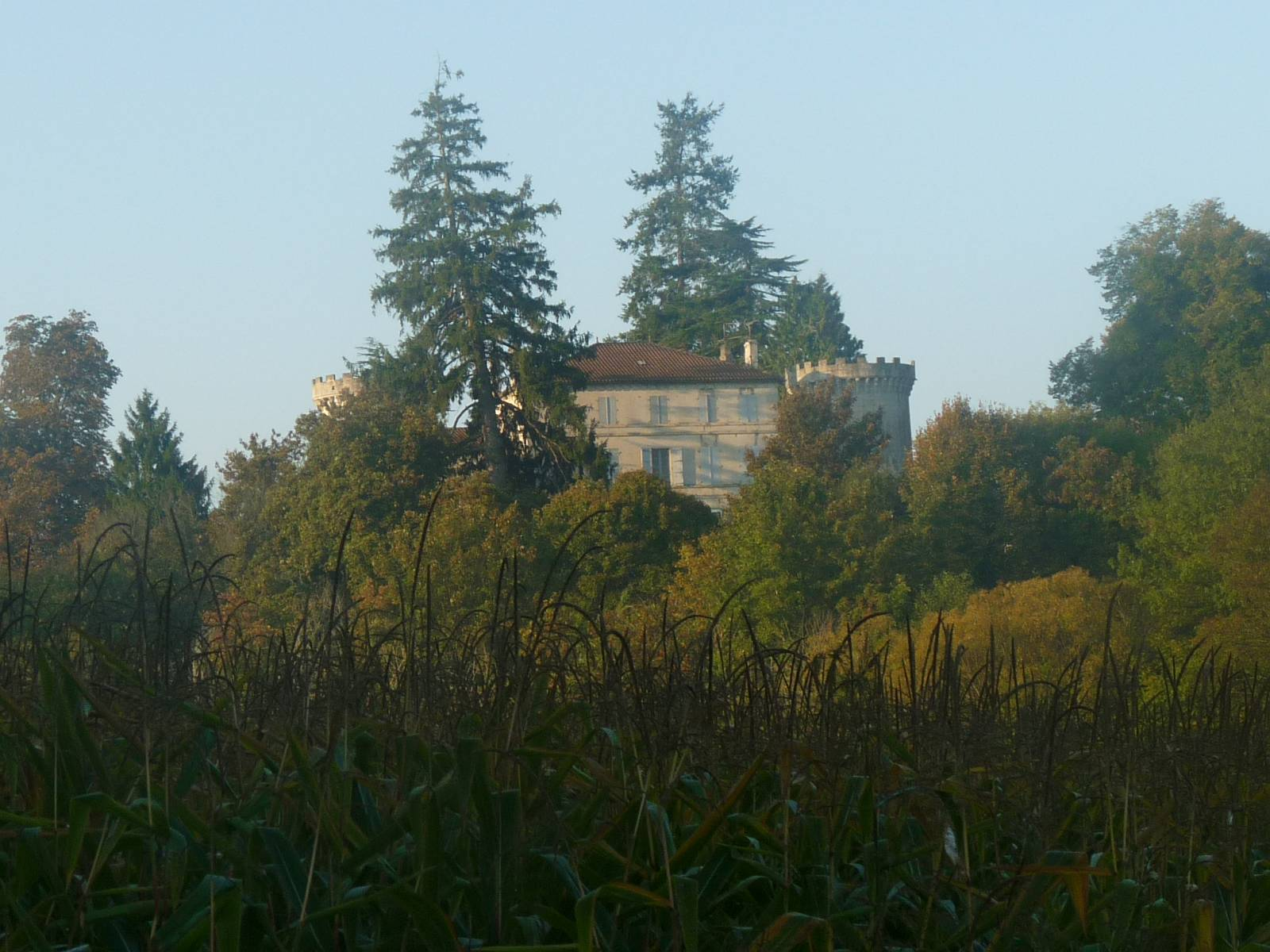
Замок Дирак
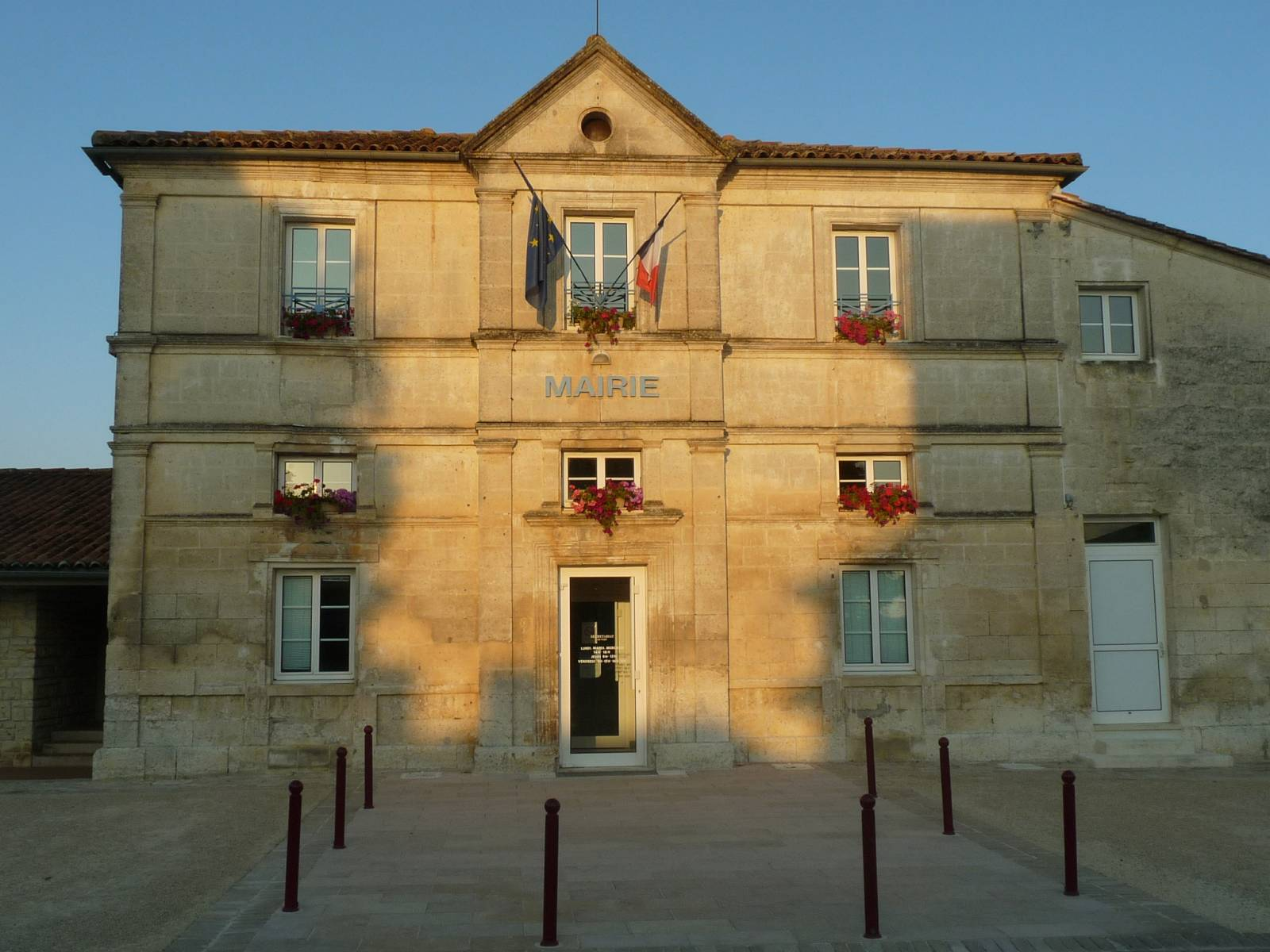
Мэрия
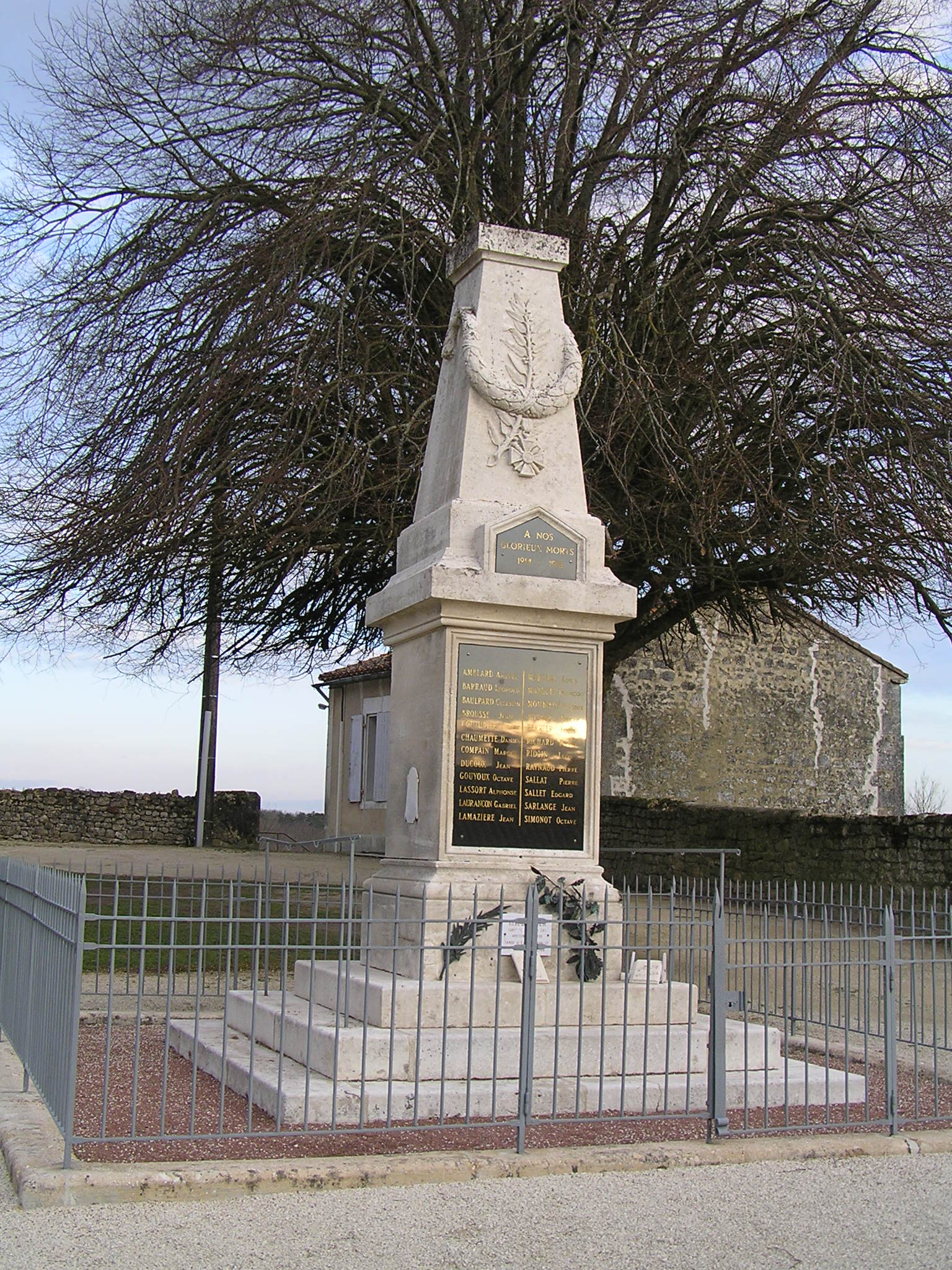
Военный мемориал
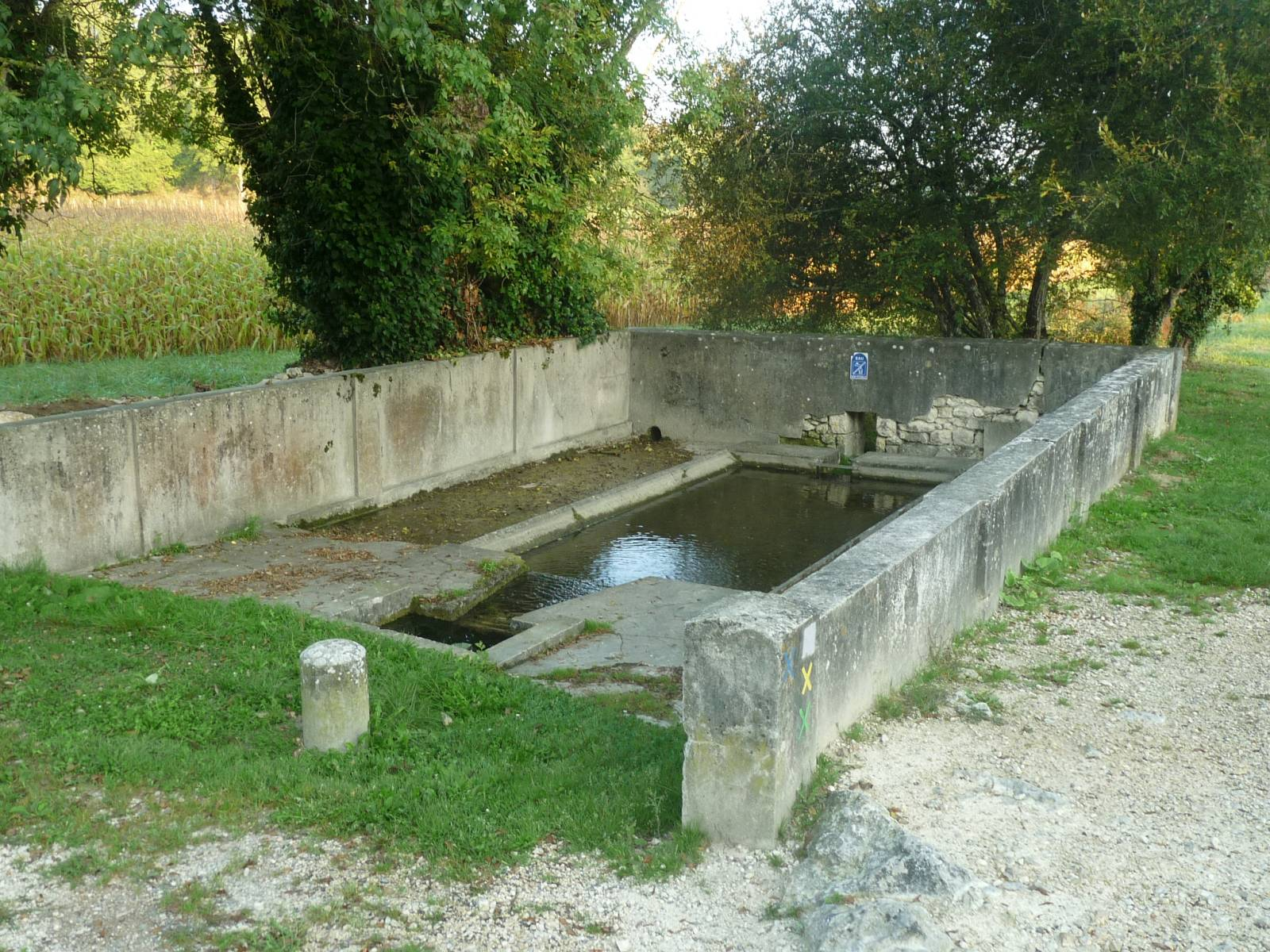
Родник и общественная прачечная